# 埼玉県道260号鯨井狭山線

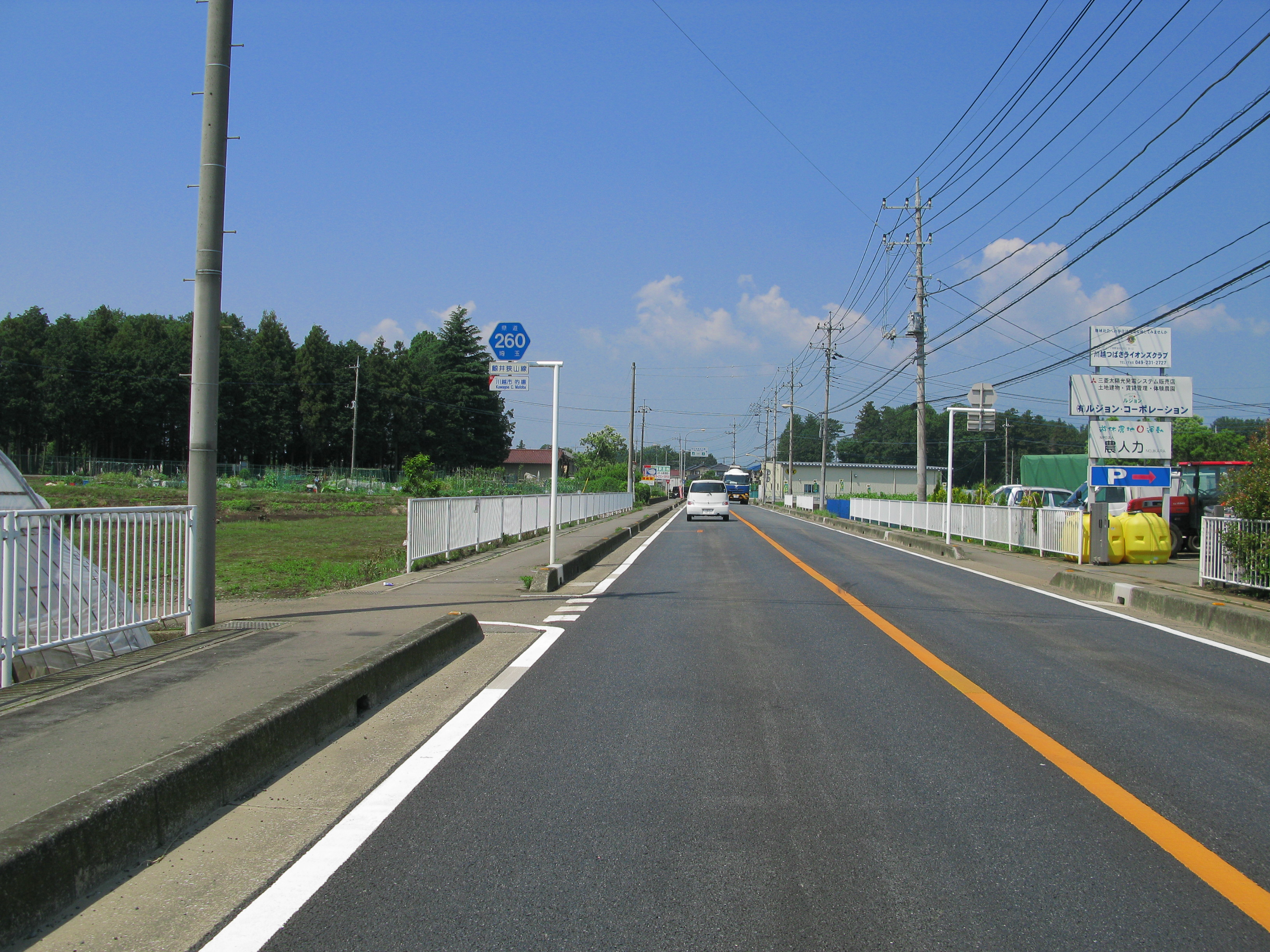
川越市的場地区

埼玉県道260号鯨井狭山線（さいたまけんどう260ごう くじらいさやません）は、埼玉県川越市から同県狭山市に至る都道府県道である。

## 路線概要
- 起点：埼玉県川越市大字鯨井（埼玉県道39号川越坂戸毛呂山線交点）
- 終点：埼玉県狭山市広瀬東一丁目（埼玉県道262号日高狭山線交点）
- 総距離：6,764 m

## 通過する自治体
- 埼玉県
  - 川越市 - 狭山市

## 接続・交差する主な道路
| 交差する道路                     | 交差する道路                 | 交差点名   | 所在地 | 所在地   |
| -------------------------------- | ---------------------------- | ---------- | ------ | -------- |
| 埼玉県道39号川越坂戸毛呂山線     | 埼玉県道39号川越坂戸毛呂山線 | 大袋新田   | 川越市 | 大字鯨井 |
| 埼玉県道114号川越越生線          | 本線                         | 上戸       | 川越市 | 大字上戸 |
| 埼玉県道15号川越日高線           | 埼玉県道15号川越日高線       | 的場       | 川越市 | 大字的場 |
|                                  | 埼玉県道114号川越越生線      | 的場上     | 川越市 | 大字的場 |
| 埼玉県道261号笠幡狭山線          |                              | 柏原       | 狭山市 | 柏原     |
| 埼玉県道397号堀兼根岸線          | 埼玉県道397号堀兼根岸線      | 柏原小入口 | 狭山市 | 柏原     |
|                                  | 埼玉県道261号笠幡狭山線      | 昭代橋西   | 狭山市 | 柏原     |
|                                  | 埼玉県道262号日高狭山線      | 広瀬東     | 狭山市 | 広瀬東   |
| 埼玉県道262号日高狭山線 日高方面 |                              |            |        |          |

## 重複区間
- 埼玉県道114号川越越生線（川越市大字的場「的場上交差点」 - 大字鯨井「上戸丁字路」）
- 埼玉県道261号笠幡狭山線（狭山市柏原「柏原交差点」 - 「昭代橋西交差点」）

## 沿線
川越市
- 川越市川越西文化会館
- 的場第一運動公園
- 安比奈運動公園
- 川越親水公園

狭山市
- 西武文理大学
- 西武学園文理中学校
- 西武学園文理高等学校
- 文理情報短期大学
- 西武狭山ニュータウン
- 狭山市立柏原小学校
- 狭山市立柏原中学校
- 狭山市役所柏原出張所